# Pomnik 57 Pułku Piechoty w Poznaniu
Pomnik 57 Pułku Piechoty (początkowo Pomnik Poległych 57. p.p. W.P. – 3. p. strz. W.P., następnie Pomnik Żołnierzowi 57 P.P., w czasie II wojny światowej Pomnik Flieger–Ausbildungs-Regiment 31) – niezachowany pomnik, który był usytuowany na terenie koszar 57 Pułku Piechoty Wielkopolskiej przy ul. Arnolda Szylinga na Grunwaldzie w Poznaniu.

## Historia
Monument pierwotnie poświęcony poległym żołnierzom 57. pułku piechoty Wielkopolskiej – 3. pułku strzelców Wielkopolskich. W maju 1937 roku w miejscu poprzedniego ustawiono nowy pomnik poświęcony i nazwany pomnikiem Żołnierzowi 57 P.P., którego autorem był artysta plastyk Jan Grzegorzewski. Podczas II wojny światowej Niemcy przerobili go na pomnik Flieger-Ausbildungs-Regiment 31 (niemieckiego 31. Lotniczego Pułku Szkoleniowego).

## Pomnik 57 P.P Wielkopolskiej na Cytadeli
Inny pomnik poświęcony żołnierzom 57 Pułku Piechoty Wielkopolskiej został odsłonięty 1 września 1974 roku  w Parku Cytadela.

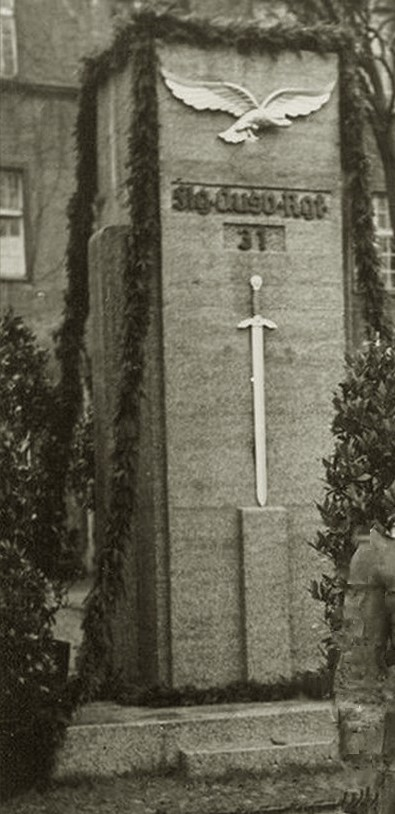
Pomnik w 1941 roku po przeróbce dokonanej przez Niemców
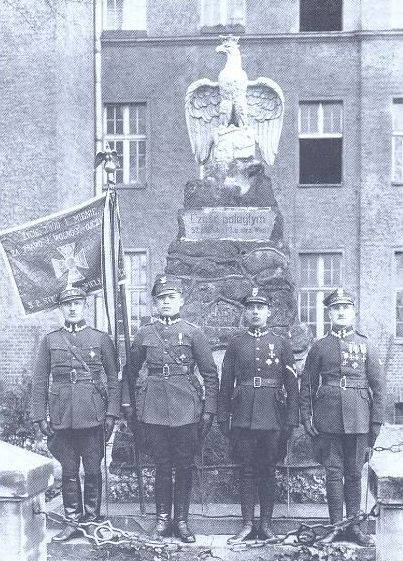
Pierwotny wygląd pomnika (1927)
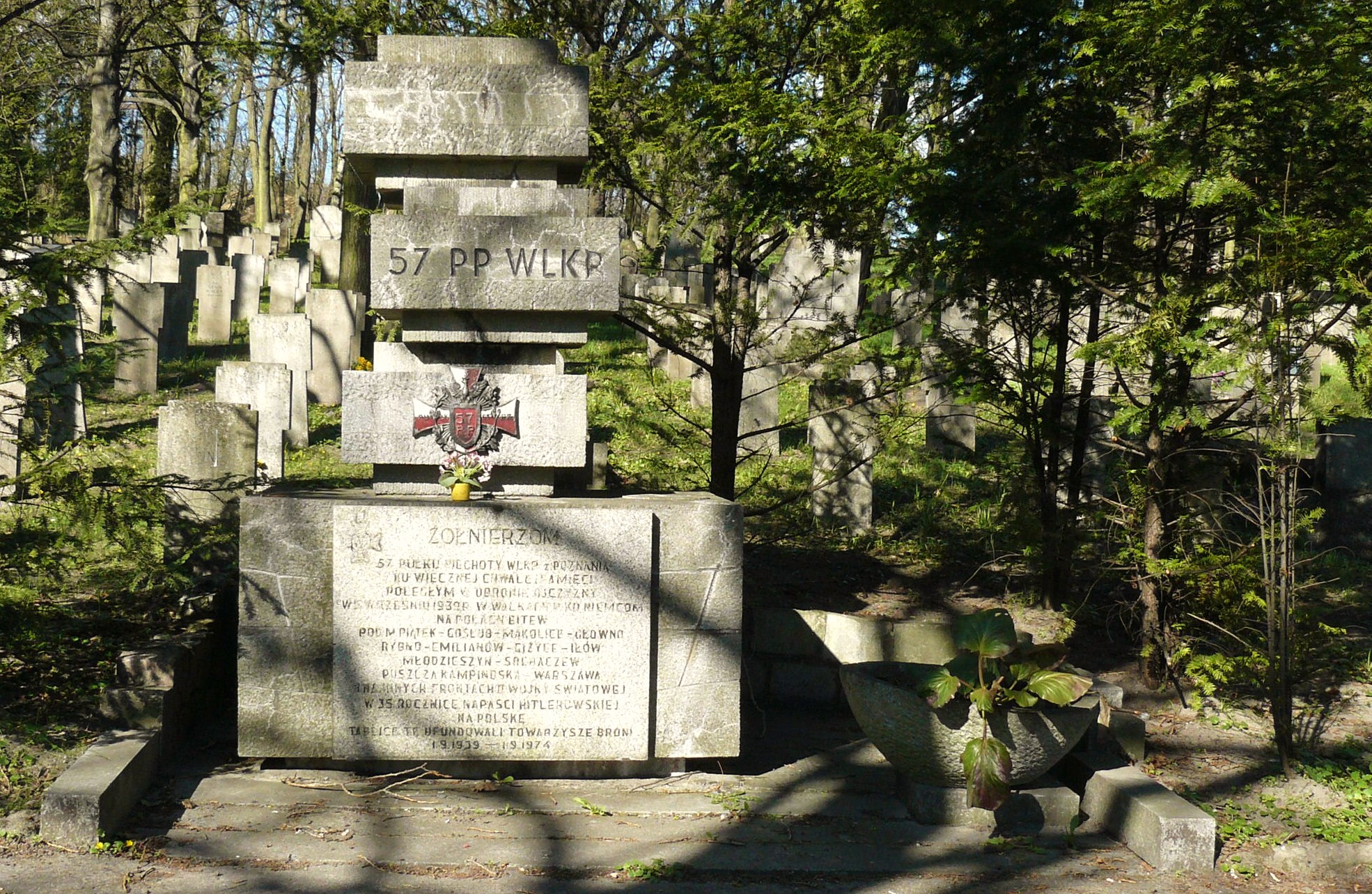
Pomnik 57. P.P Wielkopolskiej na Cytadeli